# والتر باتريك
والتر باتريك (10 أغسطس 1992 بلشبونة في البرتغال - ) هو لاعب كرة قدم برتغالي في مركز الوسط. لعب مع نافال وU.D. Oliveirense ‏.

## وصلات خارجية
- والتر باتريك على موقع قاعدة بيانات كرة القدم.إي يو (الإنجليزية)
- والتر باتريك على موقع Soccerway.com (الإنجليزية)